# Виноградная пестрянка
Пестрянка виноградная, или букна (Theresimima ampelophaga) — вид бабочек, относящийся из семейства Пестрянки.

## Описание
Гусеница короткая, толстая, серого цвета, с продольными рядами красноватых волосистых бородавок. Нижняя сторона беловатая, длиной 12 мм. Личинка развивается из яичек, отложенных бабочкой на ветви виноградной лозы. Гусеницы питаются виноградными листьями и окукливаются в довольно плотных веретенообразных коконах, которые они прикрепляют в разных щелях, на стволах или между свитыми листьями. 
Бабочки вылупляются из куколок в мае—июне. Они имеют усики, утолщающиеся к вершине вроде булавы. Передние крылья узкие и длинные, тёмно-бронзового цвета, блестящие, задние — маленькие, овальной формы, черноватые. Крылья складываются во время покоя крышеобразно. Размах крыльев бабочки 22—25 мм. 
В Италии существует, по-видимому, не одно, а 2 поколения в году, причём зимуют куколки, тогда как во Франции и в Крыму зимуют гусеницы или яйца. Вид распространён в Южной Европе и во многих местах сильно вредит винограду объеданием листьев. Из мер борьбы рекомендуется отряхивание и собирание гусениц и обмазывание побегов, которые должны быть довольно коротко обрезаны, гусеничным клеем.